# René Magritte Museum (Esseghemstraat)
Het René Magrittemuseum (Frans: Musée René Magritte) is een museum in het Brusselse stadsdeel Jette, gewijd aan de surrealistische kunstenaar René Magritte.
Naast het Magrittemuseum is het Museum voor Abstracte Kunst gevestigd. De twee panden zijn met elkaar verbonden.

## Collectie
In het huis is het interieur zoveel mogelijk gereconstrueerd. Buiten is een lantaarnpaal geplaatst die recht uit L'empire des lumières kan komen. Onderdeel van de collectie zijn verschillende voorwerpen zoals Magrittes typische bolhoed, documenten en een aantal van zijn werken (waaronder L'Olympia, La lampe d'Aladin en Lola de Valence).

## Geschiedenis
Het museum is gevestigd in een huis aan de Esseghemstraat in Jette, waar René Magritte en zijn vrouw Georgette van 1930 tot 1954 woonden en werkten. In de eerste jaren had Magritte het financieel moeilijk en kon hij niet van zijn kunst leven. Hij had een klein reclamebureau in het huis ('Studio Dongo') en maakte affiches voor musea en ook voor bedrijven. Uiteindelijk schilderde hij er ongeveer de helft van zijn oeuvre, waaronder het merendeel van zijn meesterwerken. Het was ook een hoofdkwartier van de Belgische surrealisten, die wekelijks te gast waren bij Magritte. 
Het huis werd een museum dankzij kunstverzamelaar André Garitte, die het in 1993 aankocht en liet restaureren. Tien jaar had hij vergeefs weduwe Magritte proberen te overtuigen om een museum te openen in de echtelijke woonst, maar ze kon zich niet inbeelden "dat de mensen over haar tapijten zouden lopen". Uiteindelijk realiseerde Garitte zich dat het huis uit Magrittes vruchtbaarste periode elders stond en te koop was. Het museum opende op 5 juni 1999. 
Op 24 september 2009 werd het museum overvallen door twee dieven. Onder bedreiging van het personeel werd het doek Olympia, dat geschat wordt op 750 000 euro, gestolen. Twee jaar later werd het ongeschonden teruggebracht. Het bleek onverkoopbaar en de dieven wilden het liever teruggeven dan dat het verloren zou gaan. Ze maakten daarbij gebruik van een tussenpersoon.